# Pema Gyalpo Gyari
Pema Gyalpo Gyari aussi appelé Pema Gyalpo (tibétain : པདྨ་རྒྱལ་བོ, Wylie : pad ma rgyal po), ou Pema Gyarupo, né le 18 juin 1953 au Tibet, est un politologue tibétain naturalisé japonais, professeur à la faculté de droit de la Toin University of Yokohama (en), professeur invité de l'Institut des affaires étrangères de l'université de Takushoku, professeur émérite de la Gifu Women's University (en), conseiller de l'Institut de stratége mondial. Il est spécialiste des relations internationales et de la politique internationale.

## Biographie
Pema Gyalpo est fils de Gyari Nyima Gyaltsen, administrateur de la région de Nyarong dans le Kham. Dans les années 1950, son père et son grand-père furent emprisonnés, son grand-père mourut peu de temps après sa détention. À la suite d'une révolte menée par Dorje Yudon, femme de Gyari Nyima, les Chinois décident de libérer son époux, mais annoncent qu'il s'est échappé.
Il s'exile en Inde en 1959 avec sa famille et arrive en 1965 au Japon, avec l'aide de Hisao Kimura.
Lodi Gyari Rinpoché est son frère aîné, et Dolma Gyari sa sœur cadette.
Pema Gyalpo a été représentant du 14e dalaï-lama à Tokyo au Japon, de 1975 à 1990.
En 1980, il est membre de la délégation de la deuxième mission d'enquête au Tibet.
Il a fondé le Centre international de la culture du Tibet. Il est connu au Japon pour ses livres sur le Tibet, ses chroniques dans des journaux, et ses apparitions à la télévision en tant que commentateur des nouvelles internationales. Il détient un poste de professeur à l'université de Gifu femmes, à l'université Takushoko et à l'université nationale de Mongolie.
En 2003, il fut l'un des 10 Tibétains pressentis par Gyalo Dhondup pour se rendre en Chine dans le cadre du dialogue entre le gouvernement tibétain en exil et la république populaire de Chine. La Chine s'opposa au projet, et le porte-parole du gouvernement tibétain en exil Thubten Samphel déclara qu'il s'agissait d'une visite non officielle sans liaison avec le dialogue, rompu en 2010.
Actuellement professeur de droit à l'université Toin de Yokohama, Pema Gyalpo est considéré comme un commentateur politique.
Le 11 mai 2005, il est naturalisé japonais.

## Parallèle entre une « agression du Tibet par la Chine » et « celle du Japon par la Chine »
En mai 2013, Pema Gyalpo a fait parvenir un message à une manifestation de soutien à la réforme de la constitution japonaise. Lu par Noriko Tatsunokuchi, le président du Bureau des questions féminines du Happiness Realization Party, l'aile politique du mouvement religieux Happy Science, ce message « hier le Tibet, demain le Japon » mettait en garde le peuple japonais et l'exhortait à se réveiller et à regarder la réalité chinoise en face.
En mai 2014, Pema Gyalpo a donné une conférence faisant un parallèle entre ce qu'il appelle d'une part « l'agression du Tibet par la Chine » (l'intervention militaire chinoise au Tibet en 1950-1951) et d'autre part « l'agression du Japon par la Chine » (le conflit territorial des îles Senkaku), et ce à l'occasion d'un forum sur la constitution organisé par la branche de Fuji (Shizuoka) du lobby ouvertement révisionniste Nippon Kaigi, lequel prône la révision de la constitution, la restauration de la monarchie et du militarisme, et une ligne dure vis-à-vis de la Chine.